# Wilhelm von Wernau
Wilhelm von Wernau war ein Ritter im Deutschen Orden, der in den Jahren 1427 bis 1452 verschiedene Gebietigerämter im Reich innehatte.
Wilhelm von Wernau stammte aus dem schwäbischen Adelsgeschlecht der Herren von Wernau. Der Briefverkehr mit seinem Bruder Dietrich von Wernau ist im Archiv Preußischer Kulturbesitz erhalten. Er gibt Einblicke in die Verbindungen niederadeliger Familien zu Ordensstaat und die Entsendung von Familienmitgliedern in den Dienst des Hochmeisters.
Man findet ihn in folgenden Funktionen:
- 1427 – 1430 Hauskomtur von Nürnberg
- 1429 – 1443 Komtur von Virnsberg
- 1444 – 1450 Komtur von Donauwörth
- 1451 – 1452 Komtur von Blumenthal
- 1456 – 1469 Komtur von Donauwörth

Sein letzter Brief an seinen Bruder in Königsberg datiert vom 17. Juli 1461, in dem er seinem Bruder von Familienangelegenheiten aus dem Reich, unter anderem die Ernennung eines Neffen, Johann I. von Wernau, zum Abt von Kempten berichtet.